# Aleja Niepodległości w Choroszczy
Aleja Niepodległości to ulica na osiedlu Zielona Dolina w Choroszczy. Ulica w całości jest fragmentem drogi powiatowej nr 1552 B: Choroszcz – Ruszczany – Rogówek – Rogowo – Pańki

## Przebieg
Rozpoczyna się na skrzyżowaniu ulicy Henryka Sienkiewicza i ulicy Żółtkowskiej. Kończy się dobiegając do ronda znajdującego się kilkadziesiąt metrów od drogi ekspresowej S8 przy ulicy Warszawskiej. Krzyżuje się z ulicami: Narwiańska, 3 Maja, Wędkarska, Legionowa, Armii Krajowej, Sarosieka i Batalionów Chłopskich.

## Historia
Aleja Niepodległości była dawniej nazywana Szosą Szpitalną. W 1990 r. nadano tej ulicy obecną nazwę, bowiem coraz częściej mylono z istniejącą już ulicą Szpitalną. Około 1980 r. zaczęto budowę 5 bloków mieszkalnych na 204 mieszkania.

## Funkcje
Ulica jest jedną z dojazdowych ulic Choroszczy. Ta droga jest używana często przez pogotowie ratunkowe ze względu na bliskość szpitala psychiatrycznego i drogi ekspresowej.

## Otoczenie
- stadion miejski
- Orlik
  - w1 sezonie zimowym także lodowisko
- dom pomocy społecznej
- plac Brodowicza
- Miejsko-Gminne Centrum Kultury
- droga ekspresowa S8
- trasa europejska E67